# Active Reef
Active Reef är ett rev i Antarktis. Den ligger i Västantarktis. Argentina, Chile och Storbritannien gör anspråk på området.